# Torakochirurgia
Torakochirurgia, chirurgia klatki piersiowej – dziedzina chirurgii zajmująca się leczeniem operacyjnym chorób, wad wrodzonych oraz urazów narządów klatki piersiowej, z wyłączeniem serca. Leczenie torakochirurgiczne dotyczy chorób klatki piersiowej, w szczególności chorób nowotworowych, chorób łagodnych oraz chorób infekcyjnych płuc, śródpiersia, przełyku, przepony i ściany klatki piersiowej.
W Polsce chirurgia klatki piersiowej jest jedną ze specjalizacji lekarskich trwającą 6 lat (2 lata modułu podstawowego z chirurgii ogólnej i 4 lata modułu specjalistycznego z chirurgii klatki piersiowej). Jest to jedna z wzajemnie uznawanych specjalizacji w krajach Unii Europejskiej. Konsultantem krajowym chirurgii klatki piersiowej od 1 stycznia 2020 roku jest prof. dr hab. n. med. Marcin Paweł Zieliński.